# مارتن كامبل
مارتن كامبل (بالإنجليزية: Martin Campbell)‏ (مواليد 24 أكتوبر 1943)، هو مخرج أفلام ومسلسلات نيوزلندي بدأ نشاطه سنة 1972. كما أنه من الفائزين بجائزة بافتا. اشتهر بتقديمه لفيلم جيمس بوند «العين الذهبية» سنة 1995.

## الأعمال

### الأفلام
- قناع زورو (1998)
- خارج الحدود (2003)
- أسطورة زورو (2005)
- كازينو رويال (2006)
- حافة الظلام (2010)
- الفانوس الأخضر (2011)
- الأجنبي (2017)

## وصلات خارجية
- مارتن كامبل على موقع IMDb (الإنجليزية)
- مارتن كامبل على موقع ميتاكريتيك (الإنجليزية)
- مارتن كامبل على موقع روتن توميتوز (الإنجليزية)
- مارتن كامبل على موقع مونزينجر (الألمانية)
- مارتن كامبل على موقع ألو سيني (الفرنسية)
- مارتن كامبل على موقع أول موفي (الإنجليزية)
- مارتن كامبل على موقع بوكس أوفيس موجو (الإنجليزية)
- مارتن كامبل على موقع قاعدة بيانات الأفلام السويدية (السويدية)
- مارتن كامبل على موقع إن إن دي بي (الإنجليزية)
- مارتن كامبل على موقع قاعدة بيانات الفيلم (الإنجليزية)